# 刮瓜
刮瓜（西班牙語：güiro，台灣稱為“刮葫”或“刮壺”），屬於體鳴樂器（Idiophone）。源自波多黎各。巴西稱該樂器為“reco-reco”。

## 構造及演奏方法
最初是取葫蘆曬乾後加工而製成。現時會使用其他類型的果實、木材、合成繊維、金屬等製成。樂器中空，並鑽有指孔，以便手指插入固定樂器。表面刻有多條平行的凹凸坑紋，演奏時以一條短木棒在坑紋上來回刮擦，藉摩擦而發出聲響。
現代有一種結合了刮瓜和砂槌的金屬製樂器。外側同樣佈滿平行凹凸坑紋，以金屬擦或棒磨擦；裏面則是密封並裝入鐵砂。
刮瓜常用於拉丁美洲音樂，特別是演奏哥倫比亞坎比亞（cumbia）音樂時，更是重要的節奏樂器。
在管絃樂，使用刮瓜較著名的例子有蘇聯作曲家謝德林將比才的多部歌劇配樂重新編排及配器的芭蕾舞曲《卡門組曲》，在間奏曲及終曲部份都有明顯的刮瓜演奏段。